# YBS
Yamanashi Broadcasting System (株式会社山梨放送 Kabushiki-gaisha Yamanashi Hōsō) (viêt tắt: YBS) là mạng truyền hình địa phương Nhật Bản có trụ sở tại thành phố Kōfu, tỉnh Yamanashi. Thành lập vào ngày 25 tháng 3 năm 1954. YBS là thành viên liên kết với mạng truyền hình Nippon News Network.